# Willy Zielke
Wilhelm Otto „Willy“ Zielke (* 18. September 1902 in Łódź; † 16. Juni 1989 in Bad Pyrmont) war ein deutscher Fotograf, Regisseur, Kameramann, Filmeditor und Filmproduzent.

## Leben
Willy Zielke studierte von 1922 bis 1926 an der Bayerischen Staatslehranstalt für Lichtbildwesen in München, wo er von 1927 bis 1934 selbst lehrte. 1929 beteiligte er sich mit seinen Glasstillleben an der internationalen Werkbundausstellung Film und Foto in Stuttgart. Ab 1931 war er auch als Filmemacher tätig. Nina Gladitz, eine Biografin von Leni Riefenstahl, geht davon aus, dass die berühmte Regisseurin spätestens durch den avantgardistischen Film Das Stahltier über die Reichsbahn Zielkes Talent erkannte, in ihm einen großen Konkurrenten sah und die Veröffentlichung des Filmes verhinderte. Riefenstahl machte ihn zu ihrem Mitarbeiter für die Produktion der Olympia-Filme, um ihn zu kontrollieren und für ihre Zwecke nutzen zu können. Vertraglich war Zielke in gesamter inhaltlicher und künstlerischer Gestaltung für den sogenannten Prolog der Filme verantwortlich.
Während der Dreharbeiten zum Prolog der Olympia-Filme kam es jedoch zwischen Zielke und Riefenstahl zu Differenzen. Kurz nachdem er das fertige Filmmaterial abgeliefert hatte, wurde er am 13. Februar 1937 entführt und in die Psychiatrie Haar gebracht. Dort wurde eine angebliche Schizophrenie diagnostiziert und Zielke zwangssterilisiert. Nach Zielkes Meinung war Riefenstahl für die Einweisung verantwortlich, er konnte es aber nicht beweisen. Nina Gladitz stützt diese These mit entsprechenden Dokumenten. Zudem seien in der psychiatrischen Klinik auch medizinische Experimente durchgeführt worden.

„Ich bin lieber hier in der Hölle der Anstalt, als mich der Riefenstahl wieder auszuliefern“

Im August 1942, fünf Jahre nach der Zwangseinweisung, wurde „der als unheilbar geltende“ Zielke wieder freigelassen, offenbar wieder auf Betreiben von Leni Riefenstahl, die ihn gleich wieder als Kameramann bei ihrem Film Tiefland einsetzte. Riefenstahl habe sich nie bei ihm entschuldigt. Vielmehr hatte sie die fotografischen Arbeiten Willy Zielkes nach dessen Einweisung in die psychiatrische Klinik Haar an sich gebracht und fortan als eigene Arbeiten ausgegeben, darunter das Foto eines griechischen Tempels, das Zielke im Zusammenhang mit seiner Arbeit am Prolog zum Olympia-Film machte und das bis heute auf der Website zu Leni Riefenstahl als deren Arbeit gezeigt wird.
Im Herbst 1945 wurde Zielkes Entmündigung auf seinen Antrag hin aufgehoben. Die Bundesrepublik Deutschland entschädigte ihn im Jahr 1987 für die Zwangssterilisation mit 5.000 DM. Zwei Jahre später starb er im Alter von 86 Jahren.
Zielke war verheiratet und ist der Großonkel 2. Grades der Schauspielerin Ann-Kathrin Kramer.

## Filmografie
- 1931: Bubi träumt (Buch, Regie, Kamera)
- 1931: Anton Nicklas, ein Münchner Original (Buch, Regie, Kamera)
- 1932: München (Buch, Regie, Kamera)
- 1933: Arbeitslos – Ein Schicksal von Millionen (Buch, Regie, Kamera)
- 1934: Die Wahrheit (Schnittfassung von „Arbeitslos“)[11]
- 1935: Tag der Freiheit – Unsere Wehrmacht (Kamera)
- 1935: Das Stahltier (Buch, Schnitt, Regie, Kamera)
- 1936/38: Olympia (2 Teile, Kamera)
- 1940/54: Tiefland (Kamera)
- 1953: Verzauberter Niederrhein (Buch, Regie, Kamera)
- 1956: Verlorene Freiheit (Buch, Regie, Kamera)
- 1956: Schöpfung ohne Ende (Kamera)
- 1958:  Aluminium – Porträt eines Metalls (Regie, Kamera)

## Auszeichnungen
- 1957 Filmband in Silber in der Kategorie „Beste Farbfilmkameraführung“ für Schöpfung ohne Ende (1956)[12]